# Giubiasco
Giubiasco är en ort i kommunen Bellinzona i kantonen Ticino, Schweiz. 
Giubiasco var tidigare en egen kommun, men den 2 april 2017 inkorporerades Giubiasco och elva andra kommuner i Bellinzona.